# 淫内感染
『淫内感染』（いんないかんせん）は、ZyXから1997年に発売された病院を舞台とするアダルトゲーム。後に『淫内感染2』など複数の続篇ができた。

## シリーズ作品
CD-ROM版
- 1997年09月05日発売 - 『淫内感染』
  - シリーズ第1作。
- 1998年09月04日発売 - 『淫内感染 真夜中のナースコール』
  - ジャンルは「見るドラアクション」。登場人物たちの破廉恥な日常を描いており、『淫内感染』の外伝的作品となっている。
- 1999年05月28日発売 - 『淫内感染2』
  - シリーズ第2作。
- 1999年12月17日発売 - 『淫内感染2 鳴り止まぬナースコール』
  - 「見るドラアクション」第2弾。
- 2000年12月29日発売 - 『淫内感染 午前3時の手術室』
  - シリーズ番外編。この作品では「手術モード」が追加された。
- 2002年06月28日発売 - 『淫内感染 深夜に響くポン・ちん・カン』
  - 麻雀ゲーム。この作品はWindows XPに対応している。
- 2003年04月25日発売 - 『淫内感染 終わらぬ宴のナースコール』
  - 「見るドラアクション」第3弾。

## あらすじ
城宮総合病院に赴任してきた若きエリート医師「坂口晃」。ある日、坂口は同僚の女医「御堂江美子」の自慰を目撃してしまう。それをネタに江美子と性的な関係を作り上げた坂口は、凌辱の快感に惹かれ、院内の看護婦や女医達を自らの性の奴隷へと変えていく…。

## ゲームの内容
主人公である「坂口晃」を操作し、様々なヒロインを落としていく選択式アドベンチャー。当時としては珍しく、アニメーションが短いながらもふんだんに使われている。

## 登場人物
坂口晃（さかぐち あきら）
主人公。優秀な内科医師ではあるが、鬼畜としての本性に目覚め、病院の影の支配者への階段を上っていった。
杉村弘子（すぎむら ひろこ）
看護婦。人当たりの良い、みんなのお姉さん的存在で薬剤師の飯村真奈美とは親友同士。 無許可で睡眠薬の持ち出しが坂口にバレて脅迫され、性奴隷に調教されるが心までは隷属していない。付き合っている彼氏がいたが、坂口に抱かれ悦び愛し合う姿が写っている写真やビデオを送られ、一方的にフラれてしまう。
坂口の性奴隷に調教された事は他の入院患者たちや同僚にも知られている。そのため小説版では、以前から弘子の事を狙っていた患者たちが共謀し、夜勤中にナースコールで呼びだされ急行した病室で患者たちに襲われる。患者たちに白衣を剥かれると、陵辱の果てに快楽に流され、自分から腰を振り男を求める淫らな姿をビデオカメラで撮影され、写真まで撮られてしまう。『淫内感染2 鳴り止まぬナースコール』では真夜中のナースコールで呼び出された誰もいないトイレで患者に襲われ、凌辱の果てに妊娠させられそうになる。後日には、弘子と別れるために坂口が用意した男たちに自宅で襲われ集団でレイプされる。
夜になると全裸にコートを羽織っている格好で首輪付けられると自宅周辺を徘徊させられる。通行人とすれ違う度に男たちに羽織っているコートを剥ぎ取られ、凌辱された跡が残る裸体を何度も目撃される。それから自宅のベランダで男に犯される姿をマンションの住民に見られたショックで気絶した事で凌辱から解放される。恥ずかしい写真やビデオを職場や街中に撒かれてからは仕事を辞め、坂口が紹介した風俗店に就職する。
御堂江美子（みどう えみこ）
外科女医。美人で腕が立つ。坂口を淫欲に駆り立てた張本人。
飯村真奈美（いいむら まなみ）
薬剤師。弘子とは良き親友。婚約者がいる。弘子が脅迫される事実を知り警察に通報しようとするが、坂口に繰り返し陵辱され奴隷化する。薬剤師としての腕は、自らの知識で怪しい薬を作れる程の腕前。続編の淫内感染2では結婚した婚約者との間に子供を授かっている。
城宮明日香（しろみや あすか）
院長の娘。医大生で医師を目指している。
岩崎留美（いわさき るみ）
看護婦。気まぐれな性格。玉の輿を狙って坂口に対してモーションをかけていたのだが、そのまま坂口に調教されて隷属。しばらく坂口の手駒として動いていた。性欲過多の淫乱看護婦で、からかい半分で入院患者に手を出す事で有名人。そんな性格が災いして『淫内感染2 鳴り止まぬナースコール』では過去に恨みを持つ男たちに無理やり連れ込まれたラブホテルで凌辱される。それから10時間後にホテルを出ると全裸で夜の繁華街を歩かされ、男が経営している風俗店に囚われる。店ではナース服を着せられた格好でステージに上げられ、大勢の客が見ている前で輪姦される公開陵辱を受ける。そこから数時間更にレイプをされ続けたが失神したことで解放され、大量の恥ずかしい写真と一緒に自宅前に全裸で放置される。
米田栞（よねだ しおり）
看護婦。明るく元気な性格。憧れの先輩である岩崎留美に罠にはめられ、坂口の奴隷になってしまったが、坂口に飽きられて、「2」では別の病院へ転院させられた。人見知りしないで誰からも好かれるタイプ。『淫内感染 真夜中のナースコール』では肉体関係を求められる患者から呼び出される度に凌辱され、妊娠させられそうになる。患者から未経験だったアナルセックスを強いられた際にM属性に目覚める。現在は10歳年上も年の差が離れている男性と交際中。
本庄萌江（ほんじょう もえ）
看護婦。病院一ドジな性格。本人は無自覚だが同性愛嗜好がある。「2」では転院させられた別の病院で肉奴隷に調教された事を知った同僚に肉体関係を迫られる。